# Estación de Concha Espina
Concha Espina es una estación de la línea 9 del Metro de Madrid en España situada bajo la Calle del Príncipe de Vergara entre la intersección con la Avenida de Concha Espina y la Plaza de Cataluña, en el madrileño distrito de Chamartín.

## Historia
La estación abrió al público el 30 de diciembre de 1983 junto con la prolongación del tramo norte de la línea (Avenida de América - Plaza de Castilla), siendo entonces parte de la línea 9b hasta que el 24 de febrero de 1986 pasó a formar parte de la línea 9.
Entre el 5 de agosto y el 7 de septiembre de 2023, permaneció cerrada por obras en el tramo Colombia-Príncipe de Vergara, cortado por obras. Se estableció un Servicio Especial de autobús gratuito con parada en las inmediaciones de la estación.

## Accesos
Vestíbulo Plaza de Cataluña
- Plaza de Cataluña C/ Príncipe de Vergara, 204 (junto a la Pza. de Cataluña)

Vestíbulo Príncipe de Vergara (Mecanizado permanente)
- Príncipe de Vergara C/ Príncipe de Vergara, 246 (junto al Parque de Automóviles de la Guardia Civil)

## Líneas y conexiones

### Metro

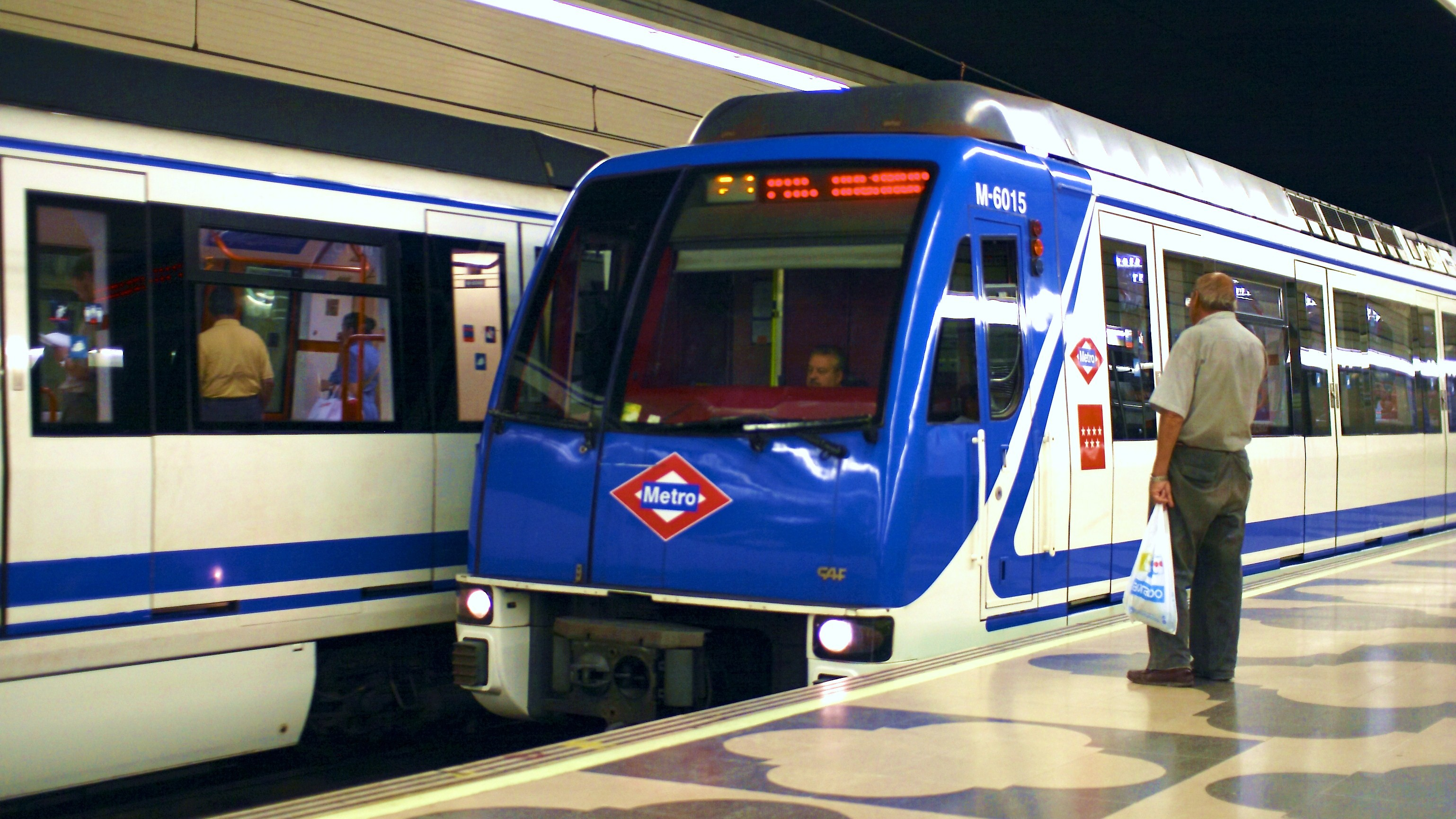
Tren de la serie 6000 efectuando parada en la estación.

| << cabecera   | < estación | línea | estación >    | cabecera >>                                         |
| ------------- | ---------- | ----- | ------------- | --------------------------------------------------- |
| Paco de Lucía | Colombia   |       | Cruz del Rayo | Arganda del Rey Cambio de tren en Puerta de Arganda |

### Autobuses
| Diurnos   |                          |                                                         |
| Línea     | Destino                  | Parada                                                  |
| 43        | Avenida de Felipe II     | 412 PARQUE DE BERLÍN (Av. Ramón y Cajal frente al Nº 3) |
| 120       | Hortaleza                | 412 PARQUE DE BERLÍN (Av. Ramón y Cajal frente al Nº 3) |
| 43        | Estrecho                 | 413 PARQUE DE BERLÍN (Av. Ramón y Cajal, 3)             |
| 120       | Plaza de Lima            | 413 PARQUE DE BERLÍN (Av. Ramón y Cajal, 3)             |
| 16        | Avenida de Pío XII       | 414 PLAZA DE CATALUÑA (C/ Príncipe de Vergara, 204)     |
| 29        | Manoteras                | 414 PLAZA DE CATALUÑA (C/ Príncipe de Vergara, 204)     |
| 52        | Santamarca               | 414 PLAZA DE CATALUÑA (C/ Príncipe de Vergara, 204)     |
| 16        | Moncloa                  | 415 PLAZA DE CATALUÑA (C/ Príncipe de Vergara, 203)     |
| 29        | Avenida de Felipe II     | 415 PLAZA DE CATALUÑA (C/ Príncipe de Vergara, 203)     |
| 52        | Sol / Sevilla            | 415 PLAZA DE CATALUÑA (C/ Príncipe de Vergara, 203)     |
| 7         | Plaza de Alonso Martínez | 516 CONCHA ESPINA (C/ Príncipe de Vergara, 217)         |
| 19        | Legazpi                  | 5167 PLAZA DE CATALUÑA                                  |
| Nocturnos |                          |                                                         |
| Línea     | Destino                  | Parada                                                  |
| N1        | Sanchinarro              | 414 PLAZA DE CATALUÑA (C/ Príncipe de Vergara, 204)     |